# شيرمان دوغلاس
شيرمان دوغلاس (بالإنجليزية: Sherman Douglas)‏ مواليد 15 سبتمبر 1966 في واشنطن العاصمة، هو لاعب كرة سلة أمريكي سابق. بدأ مسيرته الاحترافية في سنة 1989. تم اختياره من قبل فريق ميامي هيت خلال الدرافت. يبلغ طوله 6 قدم 0 بوصة (1.8 م). اعتزل اللعب في 2001. أحرز خلال مسيرته في الإن بي إيه 8425 نقطة بمعدل 11.0 نقطة في المباراة الواحدة.

## المسيرة الاحترافية
لعب مع ميامي هيت من سنة 1989 إلى 1992، ثم لعب مع بوسطن سيلتكس من سنة 1991 إلى 1996، ثم لعب مع ميلووكي باكز من سنة 1995 إلى 1997، ثم لعب مع بروكلين نتس في موسم 1997–1998، ثم لعب مع لوس أنجلوس كليبرز في سنة 1999، ثم لعب مع بروكلين نتس من سنة 1999 إلى 2001.

## روابط خارجية
- شيرمان دوغلاس على موقع إن بي أي (الإنجليزية)
- شيرمان دوغلاس على موقع سبورتس رفرنس (الإنجليزية)
- شيرمان دوغلاس على موقع كرة السلة الأوروبية.كوم (الإنجليزية)
- شيرمان دوغلاس على موقع كلية كرة السلة في سبورتس رفرنس.كوم (الإنجليزية)
- شيرمان دوغلاس على موقع ريلجم (الإنجليزية)
- شيرمان دوغلاس على موقع بروبوليرز (الإنجليزية)